# Giancarlo Del Duca
Giancarlo Del Duca (1935) è un attore italiano.

## Biografia
Giancarlo Del Duca, noto e accreditato anche Giancarlo Viola, esordisce al cinema a metà degli anni sessanta nel film La dama de Beirut, diretto dal regista ungherese Ladislao Vajda e ottiene ruoli da protagonista nei lungometraggi Quel nostro grande amore e Delitto a Posillipo.

## Vita privata
Ebbe una lunga relazione con l'attrice spagnola Sara Montiel.

## Filmografia parziale
- La dama de Beirut, regia di Ladislao Vajda (1965)
- Quel nostro grande amore, regia di Tulio Demicheli (1966)
- A suon di lupara, regia di Luigi Petrini (1967)
- Delitto a Posillipo, regia di Renato Parravicini (1967)
- Lucrezia, regia di Osvaldo Civirani (1968)
- Vedove inconsolabili in cerca di... distrazioni, regia di Bruno Gaburro (1968)
- Una vita lunga un giorno, regia di Ferdinando Baldi (1973)
- Quelli che contano, regia di Andrea Bianchi (1974)
- Giallo a Venezia, regia di Mario Landi (1979)
- Malabimba, regia di Andrea Bianchi (1979)
- Ora zero e dintorni – serie TV (1980)
- La bimba di Satana, regia di Mario Bianchi (1982)
- Apocalisse di un terremoto, regia di Sergio Pastore (1982)
- Peccati a Venezia, regia di Amasi Damiani (1983)